# 1670 у літературі
Стаття є списком літературних подій та публікацій у 1670 році.

## Події
- 14 жовтня — у замку Шамбор відбулась прем'єра п'єси Мольєра «Міщанин-шляхтич» (головну роль пана Журдена виконав сам Мольєр).

## Книги
- «Заїд» — роман Мадам де Лафаєтт.
- «Думки» — зібрання ідей французького вченого та філософа Блеза Паскаля (опубліковано посмертно).

## П'єси
- «Міщанин-шляхтич» — комедія-балет Мольєра.
- «Завоювання Гранади» — трагедія Джона Драйдена.
- «Береніка» — трагедія Жана Расіна.

## Народились
- 24 січня — Вільям Конгрів, англійський драматург (помер у 1729).
- 15 листопада — Бернард де Мандевіль, англійський сатирик та філософ (помер у 1733).
- 30 листопада — Джон Толанд, ірландський філософ (помер у 1722).

## Померли
- 15 листопада — Ян Амос Коменський, чеський мислитель, педагог, письменник (народився у 1592).